# 周宁 (足球运动员)
周宁（1974年4月2日—），男，北京人，祖籍辽宁，中国足球运动员，在场上司职前卫，以作风勇猛著称。2004年底退役。曾效力于中国足球超级联赛北京国安队和德国足球乙级联赛曼海姆队。

## 生平

### 职业生涯
周宁于1993年初正式进入国安梯队。在此期间他作为北京全运会足球代表队的一员取得了亚军。1994年他正式加入北京国安一线队，并逐渐成长为球队主力。同年，他也入选了戚务生带队的中国国奥队，但是该队未能成功冲入亚特兰大奥运会决赛圈。金志扬曾经评价周宁：“周宁和杨晨就是国安精神的集中代表。”
在经过短暂的初期辉煌之后，突如其来的伤病给了周宁沉重的打击。1996年初义赛，周宁在一次铲截中不幸锁骨骨折；在联赛中期复出后又遭受右腿韧带的断裂，这也使他的1996赛季草草收场。
然而在1998年，周宁开始了他事业的第二次高潮。先是在年初中国超霸杯的比赛中，在加时赛第27分钟，他的一次60米长途奔袭后的助攻，帮助安德雷斯打入制胜金球，击败了联赛冠军大连万达队捧得奖杯；而后，他又以24岁的年龄，成为国安队历史上最年轻的队长。
1999年，希望能有更好发展前景的周宁来到了德国，以租借的形式加盟德国足球乙级联赛球队曼海姆，并在两年的德乙生涯中经受了一定锻炼。2001年，他回归北京国安。希望能大展宏图的他却再次遭受了伤病的打击：2001年和2003年，他的膝盖韧带先后两次断裂。而第二次断裂，则成为他后来退役的直接原因。
勇猛的球风和略带莽撞的性格也给他带来了一些麻烦。在2002年8月25日，国际足联公平竞赛日那天，北京国安客场挑战四川大河队。周宁由于不满裁判员的判罚，向主席台“竖中指”，被红牌罚下。赛后，中国足协对其禁赛半年。他本人却认为，这是一种向“恶势力”抗争的行为。
2004年底，周宁宣布退役。2005年4月10日，北京国安队在工人体育场4：0击败上海申花队的比赛中场休息时，国安队为他以及韩旭、南方三员老将举行了退役仪式。
退役后的周宁和妻子创办了“北京诚信盛世体育文化发展公司”，开始从事体育经理人的工作。
目前也在央视担任德甲解说员的工作。

## 荣誉
所获荣誉均为代表北京国安队时取得：
- 1996年、1997年、2003年 中国足协杯 冠军
- 1998年 中国超霸杯 冠军
- 1995年 中国足球甲级A组联赛 亚军
- 1997年、1998年、2002年 中国足球甲级A组联赛 季军